# آنتوان پفسنر
آنتوان پفسنر (به انگلیسی: Antoine Pevsner)، (به روسی: Антуа́н Певзне́р)؛ (زادۀ ۳۰ ژانویۀ (س.ق. ۱۸ ژانویهٔ ۱۸۸۴) میلادی – درگذشتۀ ۱۲ آوریل ۱۹۶۲ میلادی) مجسمه‌ساز روسی الاصل و برادر بزرگتر آلکسی پفسنر و نائوم گابو بود. آنتوان و نائوم هر دو از پیشگامان مجسمه‌سازی قرن بیستم محسوب می‌شوند.

## زندگی‌نامه
پفسنر با نام ناتان بوریسوویچ پفسنر در اریول، امپراتوری روسیه، در یک خانوادهٔ یهودی متولد شد. او از جمله مبتکران و مبدعین اصطلاح کانستراکتیویسم (ساخت‌گرایی) و از پیشگامان هنر کینتیک (جنبشی) بود، پفسنر و برادرش نائوم گابو کاربرد جدیدی برای فلزات و جوشکاری کشف کردند و پیوند جدیدی بین هنر و ریاضیات ایجاد کردند. پفسنر در جایی می‌گوید: «هنر باید الهام بخش ریاضیات باشد. من به صلح، سمفونی، ارکستراسیون نیاز دارم.» او یکی از اولین کسانی بود که از مشعل‌دمنده در مجسمه‌سازی استفاده کرد و میله‌های مسی را بر روی فرم‌های مجسمه جوش داد و همراه با برادرش، نائوم، مانیفست واقع‌گرایانه (رئالیستی) را در سال ۱۹۲۰ میلادی منتشر کردند.
او در سال ۱۹۲۳ میلادی اتحاد جماهیر شوروی را ترک کرد و به پاریس رفت و تا پایان عمر در آنجا زندگی کرد.
از جمله افتخاراتی که او دریافت کرد، نمایشگاه گذشته‌نگر آثارش در موزهٔ هنر مدرن پاریس (۷–۱۹۵۶ میلادی) و دریافت نشان لژیون دونور (۱۹۶۱ میلادی) بود.
پفسنر در پاریس به خاک سپرده شده‌ است.